# Čierna nad Tisou
Čierna nad Tisou (in ungherese Tiszacsernyő) è una città della Slovacchia facente parte del distretto di Trebišov, nella regione di Košice.

## Storia
Nel luglio del 1968, poche settimane prima dell'invasione della Cecoslovacchia da parte del Patto di Varsavia, si svolse qui, a pochi chilometri dal confine fra Cecoslovacchia e Unione Sovietica, un colloquio fra i massimi dirigenti dei Partiti Comunisti dei due rispettivi paesi, tra cui Dubček e Brežnev.

## Amministrazione

### Gemellaggi
- Záhony
- Ajak
- Čop